# موسسه انسان‌شناسی تکاملی ماکس پلانک

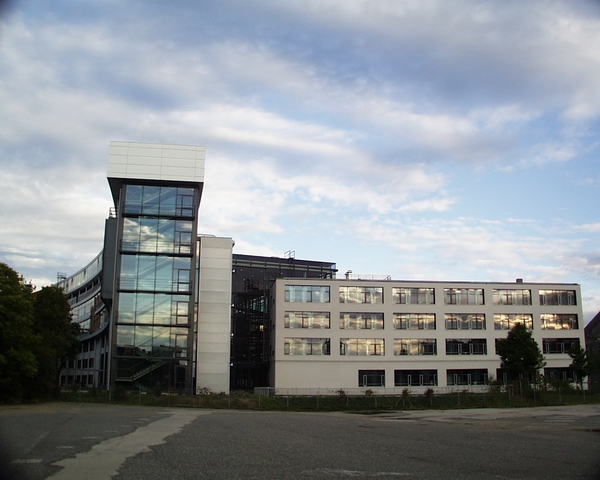
ساختمان اصلی مؤسسهٔ در لایپزیگ، آلمان

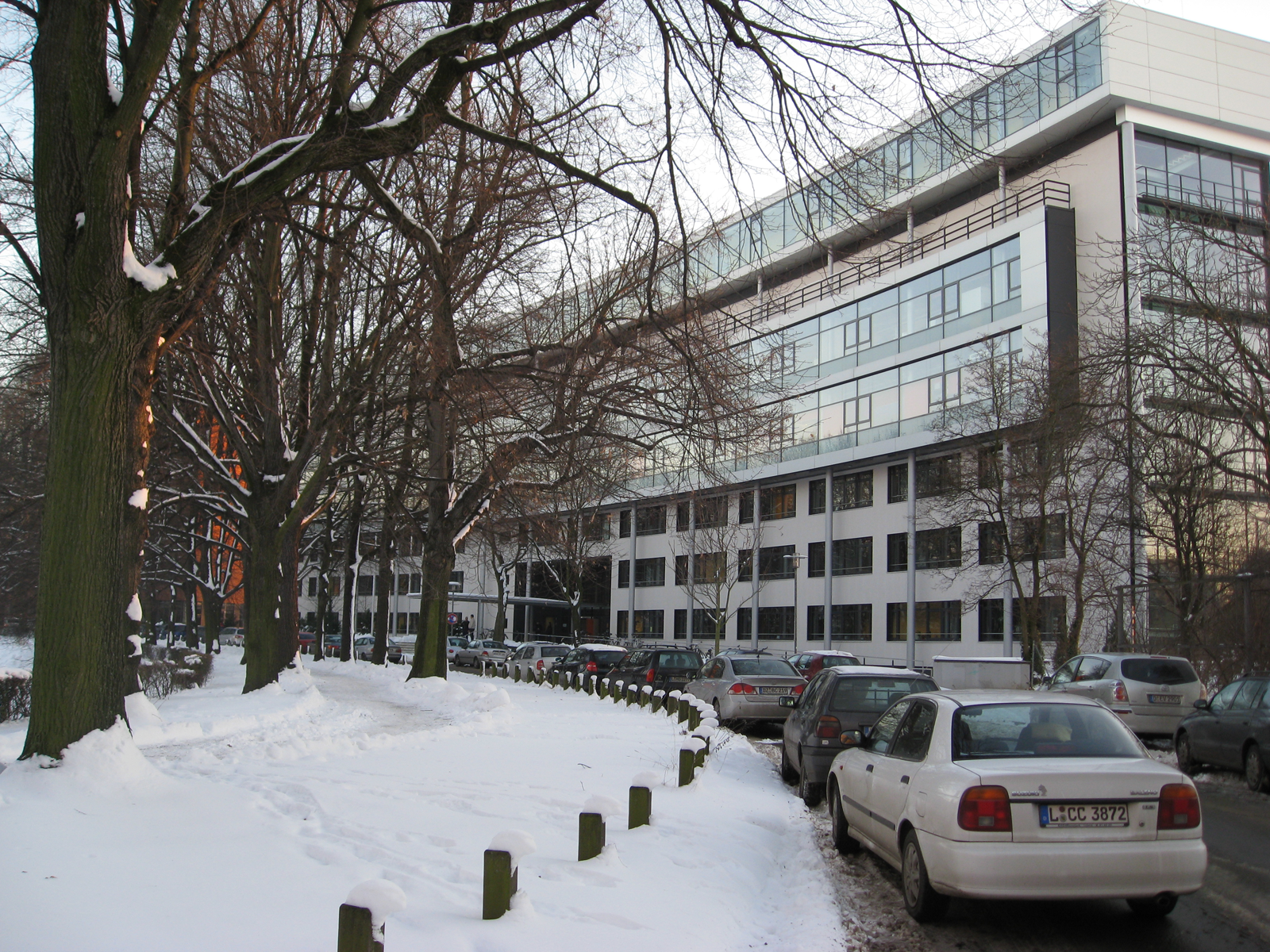
نمای مؤسسهٔ انسان‌شناسی تکاملی ماکس پلانک در لایپزیگ از بیرون؛ نزدیک به ساختمان قدیمی مؤسسه

مؤسسهٔ انسان‌شناسی تکاملی ماکس پلانک (آلمانی: Max-Planck-Institut für evolutionäre Anthropologie) (با کوته‌نوشت
MPI EVA) یک موسسه پژوهشی مستقر در لایپزیگ، آلمان است که در سال ۱۹۹۷ تأسیس شد. این بخشی از شبکه انجمن ماکس پلانک است. این موسسه پژوهش‌های پایه‌ای را در مورد تاریخ تکامل بشر انجام می‌دهد.
دانشمندان مشهوری که در حال حاضر در این مؤسسه مستقر هستند عبارتند از: مدیر بنیانگذار سوانته پبو و یوهانس کراوز (ژنتیک)، کریستوف بوش (پیماشناسی)، ژان ژاک هوبلین (تکامل انسان)، ریچارد مک الریث (بوم‌شناسی فرگشتی)، و راسل گری (زبانی و فرهنگی). سیر تکاملی).

## بخش‌ها
این موسسه شامل شش بخش، چندین گروه تحقیقاتی و مدرسه ریشه‌های انسانی لایپزیگ است. در حال حاضر حدود ۳۷۵ نفر در این موسسه مشغول به کار هستند. بخش سابق زبان‌شناسی که از سال ۱۹۹۸ تا ۲۰۱۵ وجود داشت، در ماه مه ۲۰۱۵ پس از بازنشستگی مدیر آن، برنارد کامری، بسته شد. بخش سابق روان‌شناسی رشدی و تطبیقی از سال ۱۹۹۸ تا ۲۰۱۸ تحت مدیریت مایکل تومازلو فعالیت می‌کرد.